# نادي أستريس
نادي ليس أستريس (بالإنجليزية: Les Astres FC)‏ نادي كرة قدم كاميروني يلعب في دوري الدرجة الممتازة، تم تأسيس النادي في سنة 2002.